# Женская сборная Англии по регби-7
Женская сборная Англии по регби-7 — женская национальная сборная, представляющая Англию на чемпионатах мира, чемпионатах Европы и Мировых сериях по регби-7. Является шестикратной чемпионкой Европы (2004, 2005, 2008, 2009, 2011 и 2012 годов), с сезона 2012/2013 является «командой ядра» Международного совета регби в соревнованиях по регби-7. В Гонконгском этапе Мировой серии по регби-7 участвует с 1997 года.
В 2016 году женская сборная Великобритании, представленная в первую очередь игроками сборной Англии, заняла 4-е место на турнире по регби-7 на Олимпийских играх в Рио-де-Жанейро.

## Выступления

### Чемпионаты мира
| Год  | Место                                 | Источник                    |
| ---- | ------------------------------------- | --------------------------- |
| 2009 | 5-е место (обладатель Чаши)           | Rugby World Cup Sevens 2009 |
| 2013 | 6-е место (финалист Чаши)             | Rugby World Cup Sevens 2013 |
| 2018 | 9-е место (обладатель Челлендж Трофи) |                             |

### Мировая серия
- 2012/2013[англ.]: 2-е место[1]
- 2013/2014[англ.]: 4-е место[2]
- 2014/2015[англ.]: 4-е место[3]
- 2015/2016[англ.]: 4-е место[4]
- 2016/2017[англ.]: 8-е место[5]

#### Гонконгский этап[англ.]
- 2001[англ.]: полуфинал Кубка
- 2003[англ.]: финал Кубка
- 2012[англ.]: финал Кубка

### Олимпийские игры
- 2016: 4-е место (как  Великобритания)
- 2020: 4-е место (как  Великобритания)

## Состав
Предварительная заявка на сезон 2017/2018:
- Эбби Браун
- Алекс Мэттьюс
- Эми Уилсон Харди
- Клэр Аллен
- Чантелль Майл
- Дебора Флеминг
- Эмили Скаррэтт
- Эмили Скотт
- Хизер Фишер
- Холли Эйтчинсон
- Кэти Мэйсон
- Лидия Томпсон
- Меган Джонс
- Милли Вуд
- Наташа Хант
- Сара Маккенна
- Вики Флитвуд